# República Socialista Soviética da Bielorrússia
A República Socialista Soviética da Bielorrússia ou República Socialista Soviética Bielorrussa (em bielorrusso: Беларуская Савецкая Сацыялістычная Рэспубліка; romaniz.: Bielaruskaja Savieckaja Sacyjalistyčnaja Respublika; em russo: Белорусская Советская Социалистическая Республика; Belorusskaja Sovetskaja Socialističeskaja Respublika), também conhecida como Bielorrússia Soviética foi um Estado soberano de 1920 a 1922 e uma das quinze repúblicas constituintes da União Soviética de 1922 a 1991, e uma parte soberana da URSS, com sua própria legislação, de 1990 a 1991. Fazia fronteira ao oeste com a Polônia, ao norte com a RSS da Lituânia e a RSS da Letônia, ao leste com a RSFS da Rússia e ao sul com a RSS da Ucrânia.
Foi proclamada pelos bolcheviques em 1 de janeiro de 1919 após a declaração de independência da República Popular Bielorrussa em março de 1918. Porém, esta desapareceria em 27 de fevereiro para formar a República Socialista Soviética Lituano-Bielorrussa; a república foi refundada como República Socialista Soviética da Bielorrússia em 31 de julho de 1920.
Em 1922, a RSS Bielorrussa era uma das quatro repúblicas fundadoras da União Soviética. O país foi uma das várias repúblicas soviéticas ocupadas pela Alemanha Nazi durante a Segunda Guerra Mundial.
Em 27 de julho de 1990, o Soviete Supremo da RSS Bielorrussa assinou sua Declaração de Soberania Estatal. Em 15 de agosto de 1991, Stanislau Shushkevich foi eleito o primeiro presidente do país. Dez dias depois, a RSS Bielorrussa declarou sua independência e mudou de nome para República da Bielorrússia. Em 26 de dezembro de 1991, a União Soviética foi dissolvida.
Após sua independência, uma nova constituição bielorrussa foi adotada no dia 15 de março de 1994. O Soviete Supremo foi substituído pela Assembleia Nacional da Bielorrússia em 28 de novembro de 1996.

## História
No final da Primeira Guerra Mundial, a Bielorrússia foi invadida pelos Impérios Centrais em 1917 e, novamente, em 1918, após a ruptura do Tratado de Brest-Litovsk. O território da Bielorrússia foi dividido depois do Armistício de Riga de 1921. A Bielorrússia não recuperou seus territórios até os fatos protagonizados pelo Exército Vermelho na Grande Guerra Patriótica. Depois da guerra, a RSS da Bielorrússia passa a fazer parte da Assembleia Geral da ONU, junto com a União Soviética e a RSS da Ucrânia, sendo uma das fundadoras da ONU. Passa a se chamar República da Bielorrússia em 19 de setembro de 1991, fazendo parte da URSS por mais três meses, até a sua independência. Minsk foi mantida como sua capital.